# LG K8
LG K8은 LG전자가 2016년 4월 19일 남미 등지나 영국 등의 국가에 출시한 보급형 스마트폰이다. LG K 시리즈 중 K10 다음으로는 높은 기종이지만 K7과 성능 상의 큰 차이는 없다. 미국 AT&T에서는 조금 더 낮은 성능으로 피닉스 2라는 이름으로 출시되기도 하였다.

## 운영 체제 / 소프트웨어

### 안드로이드 6.0.1 마시멜로
LG K8은 안드로이드 6.0.1 마시멜로를 탑재하여 출시되었다.

## 특수 기능

### 제스쳐 인터벌 샷
전면 카메라에서 촬영 버튼을 길게 누르거나 주먹을 빠르게 두 번 쥐면 약 2초 간격으로 사진 4장을 연속 촬영할 수 있다.
- 제스쳐 (주먹) 1번 : 1장
- 제스쳐 (주먹) 2번 : 4장 연속 (약 2초 간격)

### 노크 온
화면이 꺼진 상태에서 화면을 두 번 두드리면 켜지는 기능이다. LG G2에서 처음 공개되었다.

### 노크 코드
화면이 꺼진 상태에서 설정한 패턴대로 화면을 터치하면 화면이 켜짐과 동시에 잠금도 함께 풀리는 기능이다. G 프로 2에서 처음 공개되었다.

## 변형 기종

### 피닉스 2 (LG-K371)
미국 AT&T 전용으로 출시된 기종이다. AP가 퀄컴 스냅드래곤 210으로 바뀌고 램이 1GB로 다운그레이드 되었다.

## 색상
- 인디고 블랙
- 화이트

## 같이 보기
- LG K
- LG K10
- LG K7
- LG K5
- LG K4
- LG K3